# Kabinett Bonomi III
Das Kabinett Bonomi III regierte das Königreich Italien vom 12. Dezember 1944 bis zum 21. Juni 1945. Es wurde wie das Vorgängerkabinett Bonomi II von Ministerpräsident Ivanoe Bonomi angeführt.

## Entstehung und Entwicklung
Das Kabinett Bonomi III war das 63. Kabinett des Königreiches und sechs Monate und zehn Tage im Amt. Es wurde von der Democrazia Cristiana, Partito Comunista Italiano, Partito Liberale Italiano und Partito Democratico del Lavoro gestützt. Die beiden Parteien Partito Socialista Italiano di Unità Proletaria und Partito d’Azione waren nach dem Streit über die zu nachsichtige Behandlung der ehemaligen Faschisten aus der vorherigen antifaschistischen Allparteienregierung ausgeschieden und gehörten dem neuen Kabinett nicht mehr an. Der Entscheidung hatten sich die Kommunisten unter Palmiro Togliatti nicht angeschlossen und verblieben in der neuen, nun deutlich nach rechts gerückten Koalition. Togliatti hielt an der Regierung fest, weil er die Kommunistische Partei nicht von der neu errungenen Macht ausschließen wollte.
Eine der ersten Aktionen der neuen Regierung war, das Nationale Befreiungskomitee für Oberitalien, das nach wie vor von deutschen Truppen und den Faschisten der Italienischen Sozialrepublik besetzt war, anzuerkennen. Während im Norden noch gekämpft wurde, legte der Ministerrat die Grundsteine für die zukünftige demokratisch-parlamentarische Ordnung des Landes, die im April 1945 zur Bildung der Consulta Nazionale führte.
Nach dem 25. April 1945 gewannen die antifaschistischen Bewegungen Norditaliens zunehmend an Einfluss in Rom. Bonomi und der Regierung wurde ihre Kompromissbereitschaft vorgeworfen, die nicht im Einklang mit den Idealen der Resistenza stehe. Als sich auch die Regierungsparteien von Bonomi abwandten, reichte er im Juni 1945 seinen Rücktritt ein. Dem Kabinett Bonomi III folgte am 21. Juni 1945 das Kabinett Parri unter der Leitung von Ferruccio Parri, einem der führenden Köpfe in der norditalienischen Resistenza.

## Minister

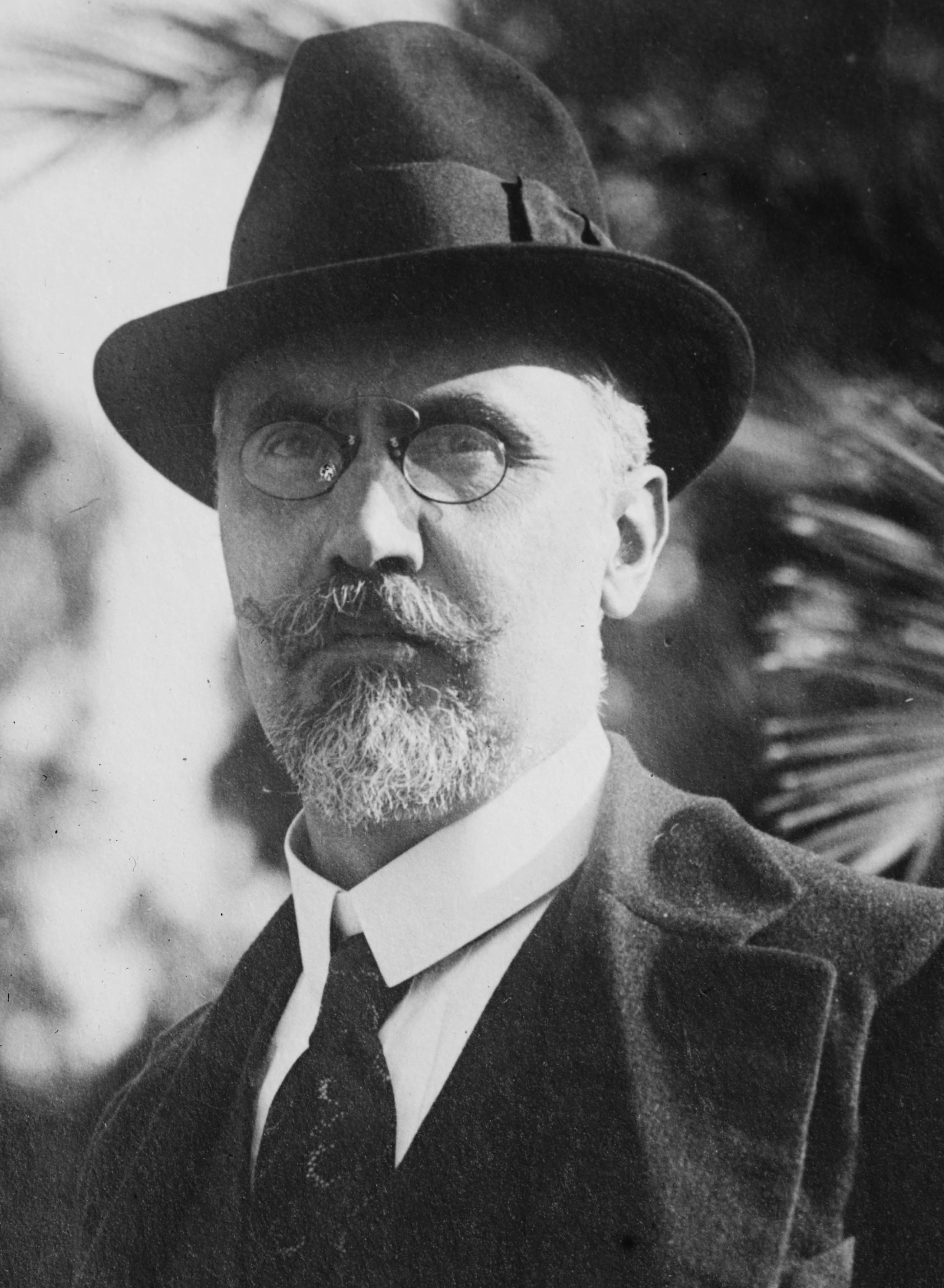
Ivanoe Bonomi

| Ministerien                       | Name                                                                       |
| --------------------------------- | -------------------------------------------------------------------------- |
| Ministerpräsident                 | Ivanoe Bonomi                                                              |
| Vizepräsidenten                   | Giulio Rodinò Palmiro Togliatti                                            |
| Äußeres                           | Alcide De Gasperi                                                          |
| Inneres                           | Ivanoe Bonomi                                                              |
| Justiz und Kirchenangelegenheiten | Umberto Tupini                                                             |
| Krieg                             | Alessandro Casati                                                          |
| Marine                            | Raffaele de Courten                                                        |
| Finanzen                          | Stefano Siglienti                                                          |
| Schatz                            | Marcello Soleri (ab 22. Juni 1944)                                         |
| Öffentliche Arbeiten              | Meuccio Ruini                                                              |
| Bildung                           | Vincenzo Arangio Ruiz                                                      |
| Landwirtschaft                    | Fausto Gullo                                                               |
| Industrie, Handel und Arbeit      | Giovanni Gronchi                                                           |
| Transport                         | Francesco Cerabona                                                         |
| Post und Telekommunikation        | Mario Cevolotto                                                            |
| Italienische Afrika               | Ivanoe Bonomi (geschäftsführend)                                           |
| Luftfahrt                         | Carlo Scialoja (bis 14. Januar 1945) Luigi Gasparotto (ab 14. Januar 1945) |
| Besetztes Italien                 | Mauro Scoccimarro                                                          |
| ohne Geschäftsbereich             | Manlio Brosio                                                              |